# Doreen Shaffer
Doreen Shaffer, (Jamaica) és un cantant jamaicana. El seu veritable nom és Monica Johnson.
Ella és membre fundadora de la banda de ska The Skatalites, que existeix des de 1964 i és considerat un grup que ha desenvolupat en gran manera l'estil musical Ska.

## Estil
El seu estil musical és el Ska, el Reggae i se l'hi ha atribuït el Rocksteady.

## Importància
Doreen Shaffer és considerada com 'La Reina de Jamaica Ska' (Queen Of Jamaica Ska). Estava a la primavera de 2008 de gira i va aparèixer entre d'altres a Berlín, Copenhaguen i Rostock.

## Actuacions a Catalunya
Acostuma a acompanyar a la mítica banda The Skatalites en les seves actuacions a Catalunya, últimament a:
- 2007 Festival Reggus a Reus[1]
- 2009 Acampada Jove a Montblanc[2]
- 2010 Sala Apolo a Barcelona

Però també actua amb backing band. Les últimes aparicions a Catalunya han estat a:
- 2008 RudeCat Festival a Salt (amb The Moon Invaders)[3]
- 2009 Sala Apolo a Barcelona (amb The Moon Invaders)[3]

## Discografia
- 1970 Doreen Shaffer - The First Lady of Reggae
- 1979 Doreen Shaffer & Nioami Philips - Read Me Right
- 1997 Doreen Shaffer - Adorable (LP): Grover Records[4]
- 2008 Doreen Shaffer with The Moon Invaders - Groovin' (CD): Grover Records